# Excirolana orientalis
Excirolana orientalis är en kräftdjursart som först beskrevs av James Dwight Dana 1853.  Excirolana orientalis ingår i släktet Excirolana och familjen Cirolanidae. Inga underarter finns listade i Catalogue of Life.